# Zona de frenado de emergencia

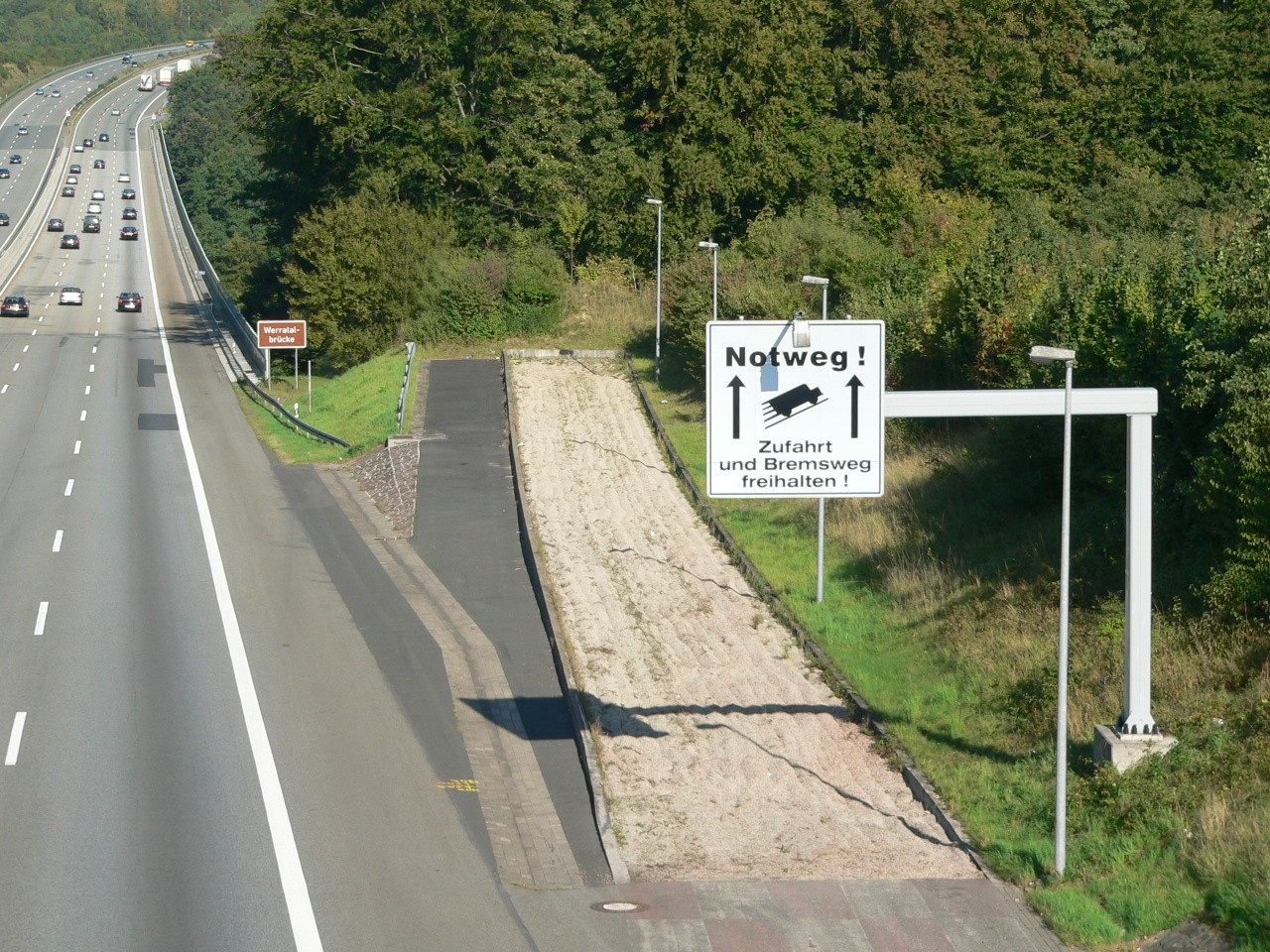
Un rampa de emergencia de camión en el A7 en Alemania

Una rampa de emergencia de camión, camino de escape de camión, camino de escape, rampa de escape de emergencia o superficie de detención, es un elemento de las carreteras que permite que vehículos que estén 
sufriendo problemas con el sistema de frenado puedan detenerse con 
seguridad. Normalmente, se tratan de largas vías paralelas y adyacentes a
las vías principales, especialmente en tramos de descenso acusado y 
prolongado, y suelen tener alguna separación física mediante barreras de
hormigón o bolardos, cubiertas con una gruesa capa de arena o gravilla,
con tamaño suficiente como para dar protección a un camión de grandes 
dimensiones. La gran profundidad de la gravilla consigue disipar la  inercia de los vehículos de manera rápida, controlada y relativamente 
inofensiva, permitiendo al conductor detener su vehículo con seguridad.

## Diseño
Las rampas de escape de emergencia están típicamente localizadas en áreas montañosas causando altos costes de construcción y una difícil selección del sitio. Los diseños incluyen:
- Superficie de detención: una rampa descendiente rellena de  gravilla y adyacente a la carretera que utiliza la resistencia a la rodadura para parar un vehículo. La longitud necesaria depende de la  masa y de la velocidad del vehículo que la use, la inclinación de la vía  y la resistencia a la rodadura que ofrezca el tipo de gravilla  utilizado.[2]
- Zona de detención por gravedad: una vía larga y ascendiente  paralela a la carretera. Se requiere una gran longitud. El control del  vehículo puede ser difícil para el conductor: el vehículo puede volver  hacia atrás una vez detenido.
- Zona de detención de arena apilada: una corta longitud de arena  suelta amontonada. Los problemas son la gran desaceleración que imponen al  vehículo, el clima adverso que condiciona las propiedades de la arena, y  el descontrol del vehículo una vez hecho contacto con la pila de arena.
- Superficie de detención mecánica: un sistema patentado de redes  de acero inoxidable que se extienden transversalmente por una rampa  pavimentada que es capaz de retener un vehículo con problemas. Suelen  ser más cortas que las de gravedad e incluso pueden estar en secciones  descendentes. Una de estas zonas de detención tiene el pavimento  calefactado eléctricamente para evitar la congelación de la superficie.[3][4]
- Alternativas: como una barrera que detenga el vehículo.[2]

## Ubicación
Las rampas de escape de emergencia están normalmente ubicadas en pendientes muy pronunciadas, como en áreas montañosas. Al descender por mucho tiempo, las pendientes permiten a los vehículos tomar grandes velocidades, y los frenos de los camiones pueden sobrecalentarse y fallar por un uso excesivo. Las rampas son a menudo construidas antes de un cambio crítico en la curvatura de la carretera, o antes de un sitio que pueda requerir al vehículo detenerse, como antes de una intersección en una área poblada. 
Aun así, estos pueden variar de un país/región a otro.

## Crítica
En México, algunos conductores han reportado su reticencia a utilizar las rampas por tener un alto costo su utilización, siendo la entidad gubernamental CAPUFE (Caminos y Puentes Federales) la encargada de su administración y cobro.

## Galería

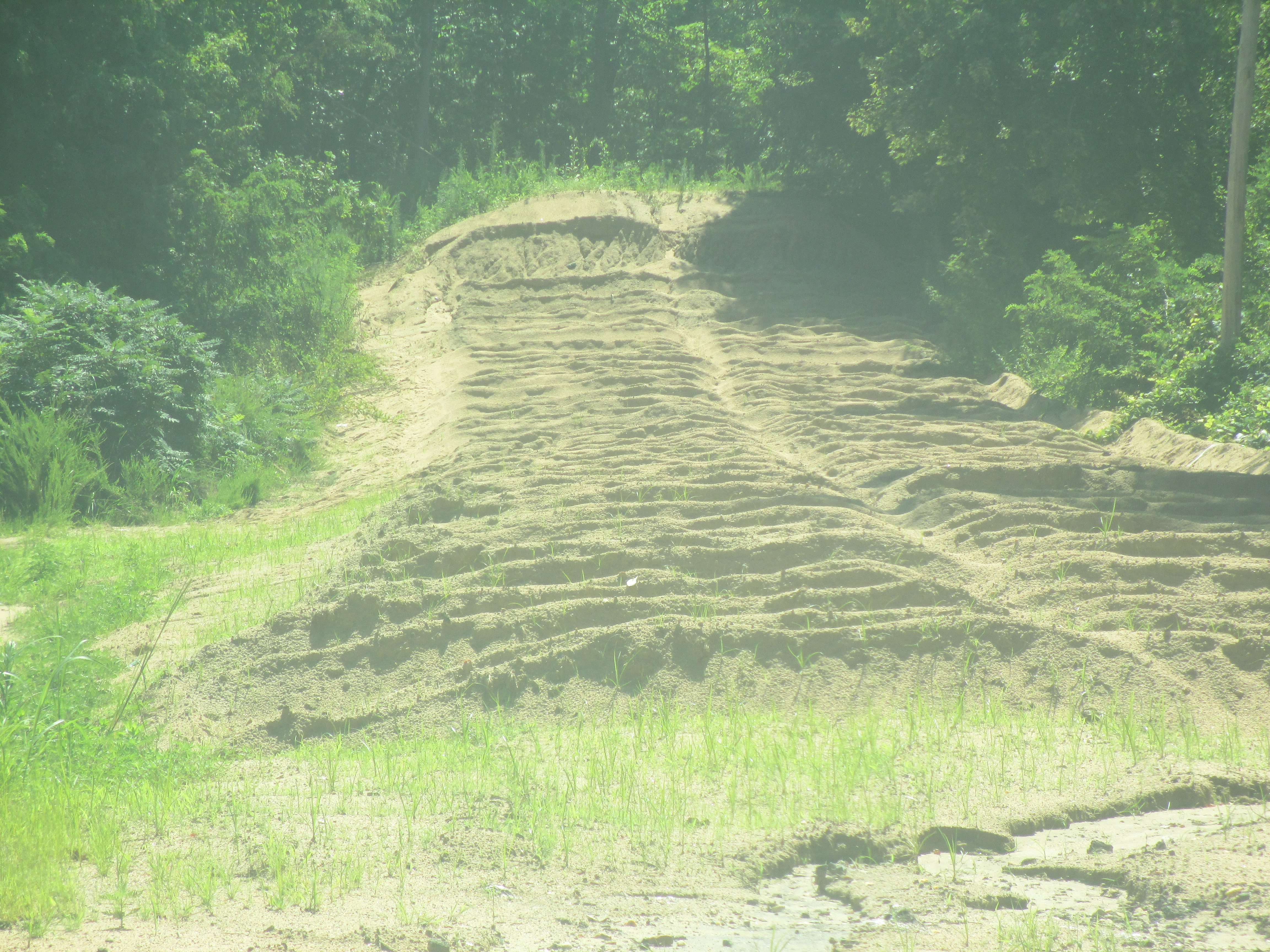
Rampa de frenado en la Interestatal 40, este de Asheville, Carolina del Norte.
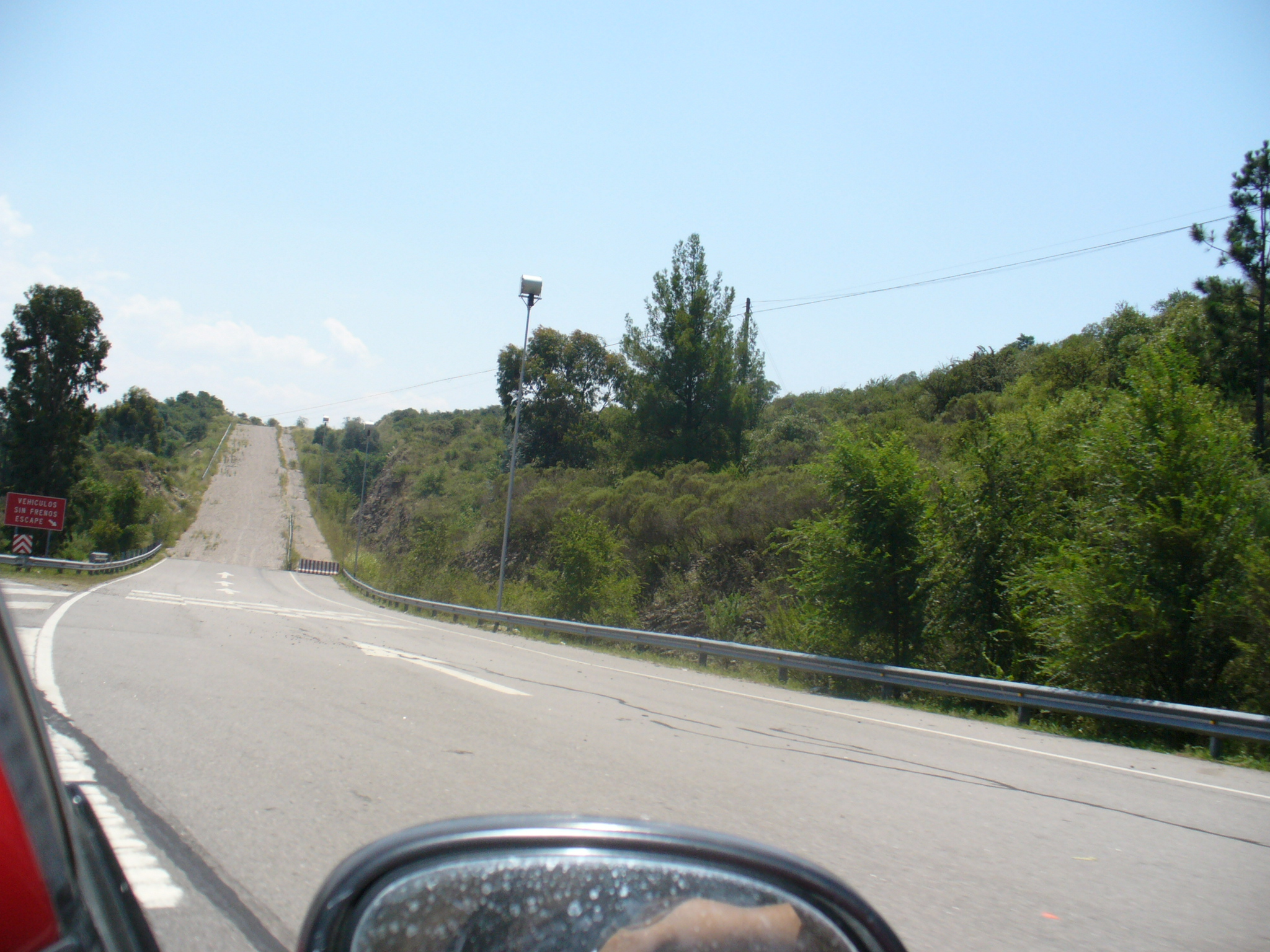
Una rampa de frenado en la RN 38, cerca de Villa Carlos Paz, Argentina.
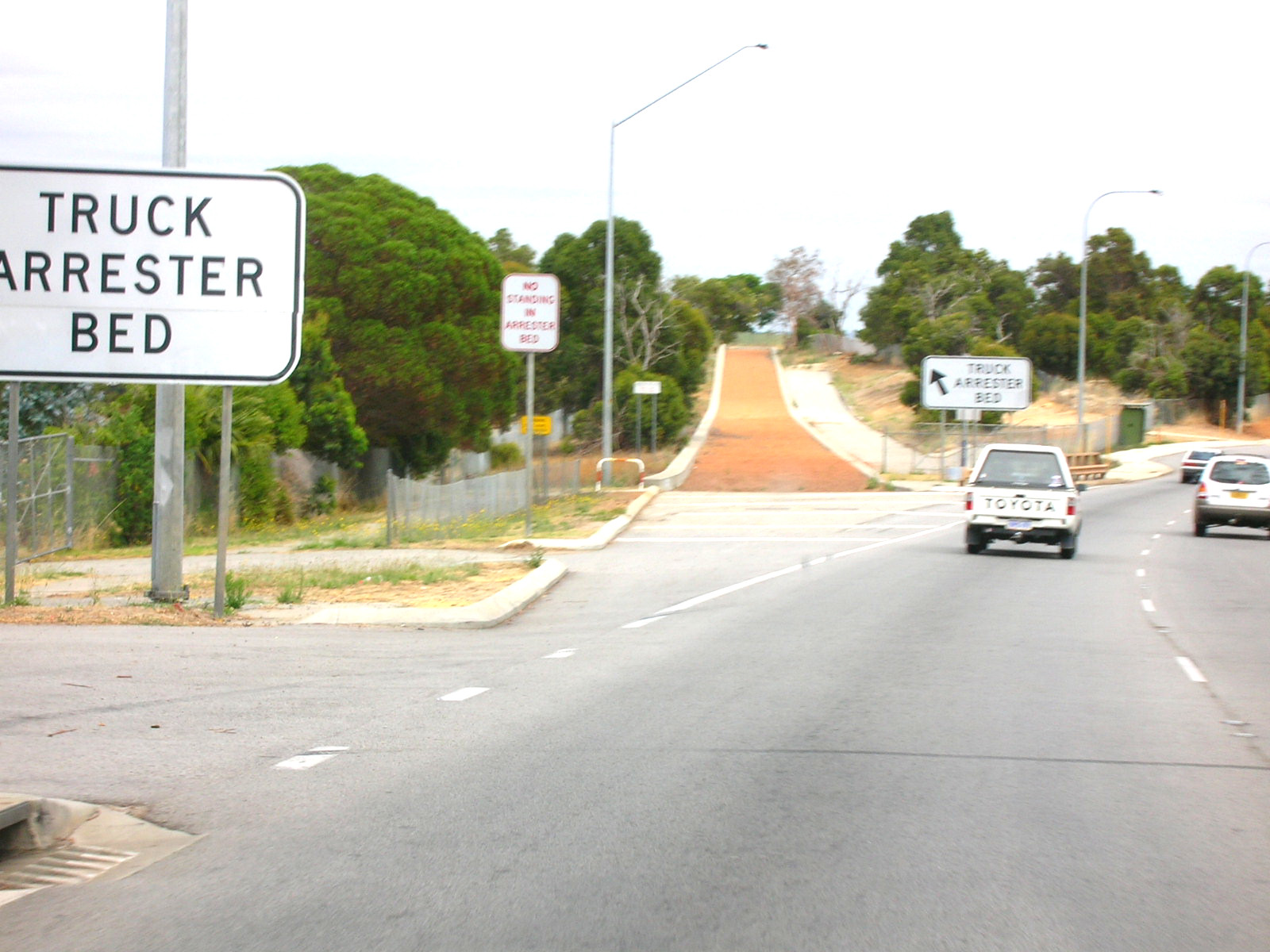
Un arrester cama en Carretera Oriental Grande en Australia Occidental, localizado en el fondo de un cerro antes de una intersección
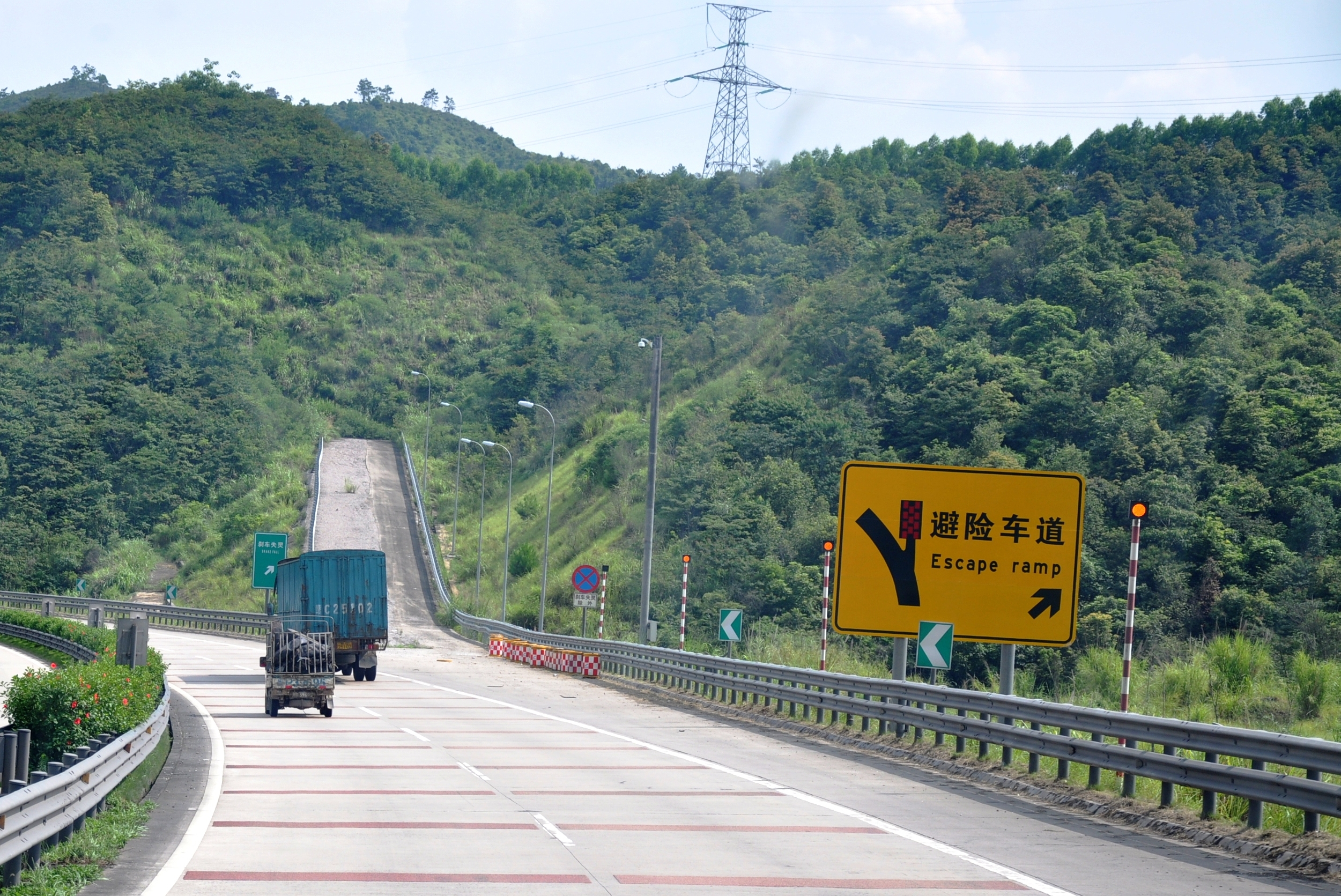
Una rampa de escapada de la emergencia en el G4511 en China
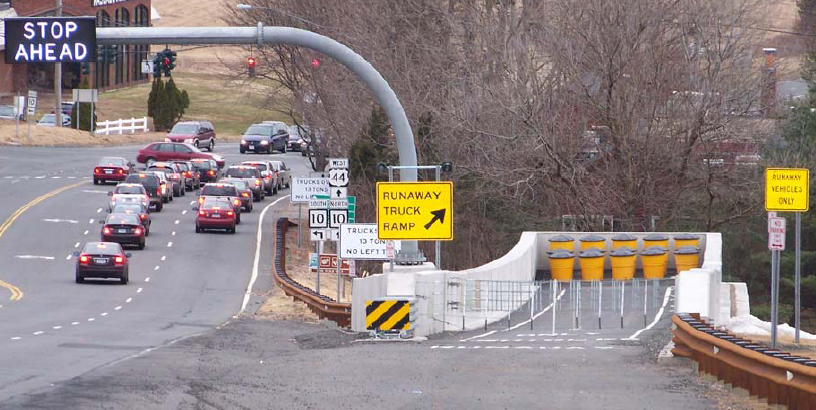
Mecánico-arrestor rampa de escapada del camión (con calentado pavement) encima EE.UU. 44 westbound en Avon, Connecticut
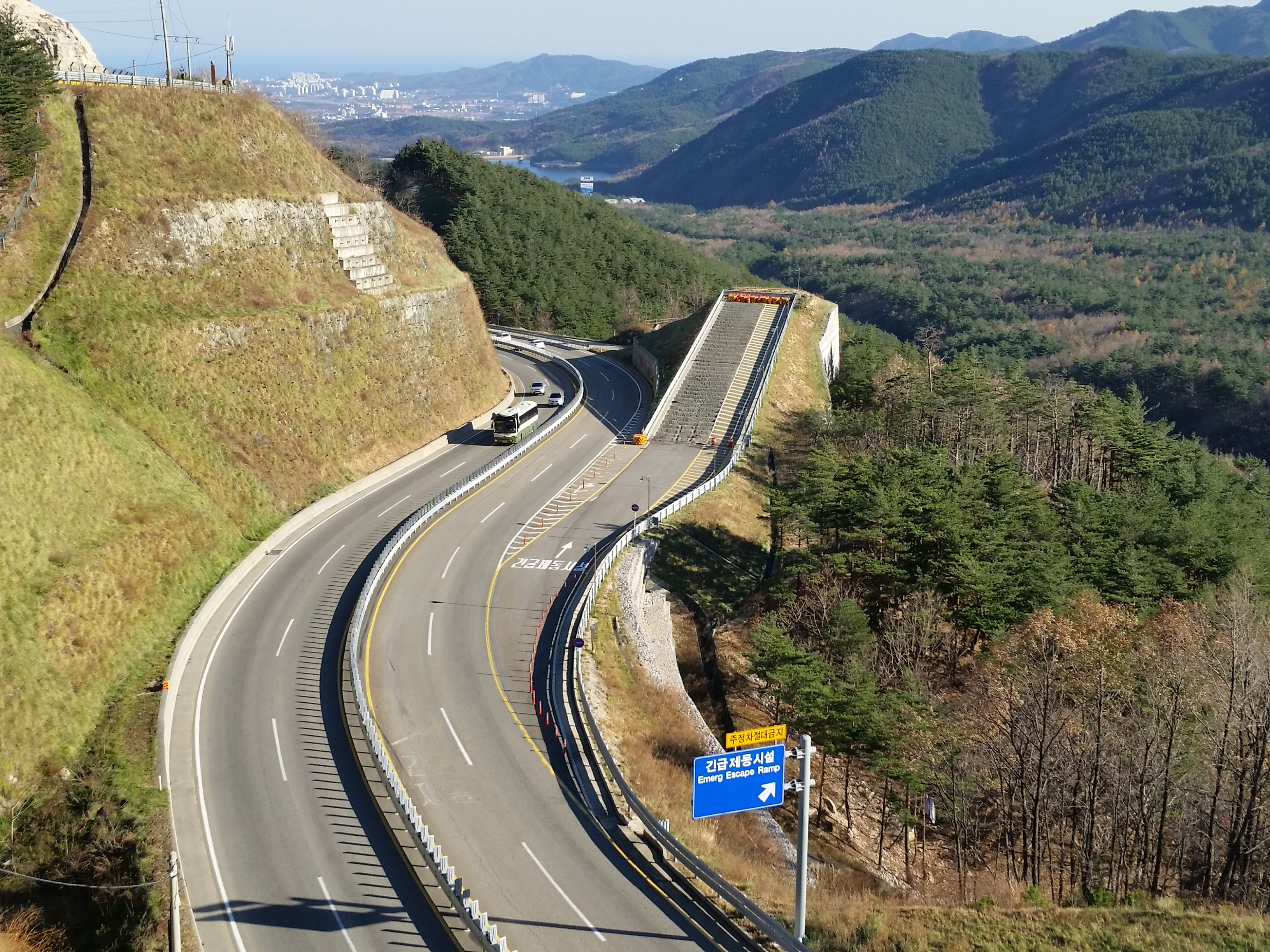
Una Rampa de Escapada de la Emergencia en Misiryeong Carretera Penetrante en Gangwon Provincia, Corea
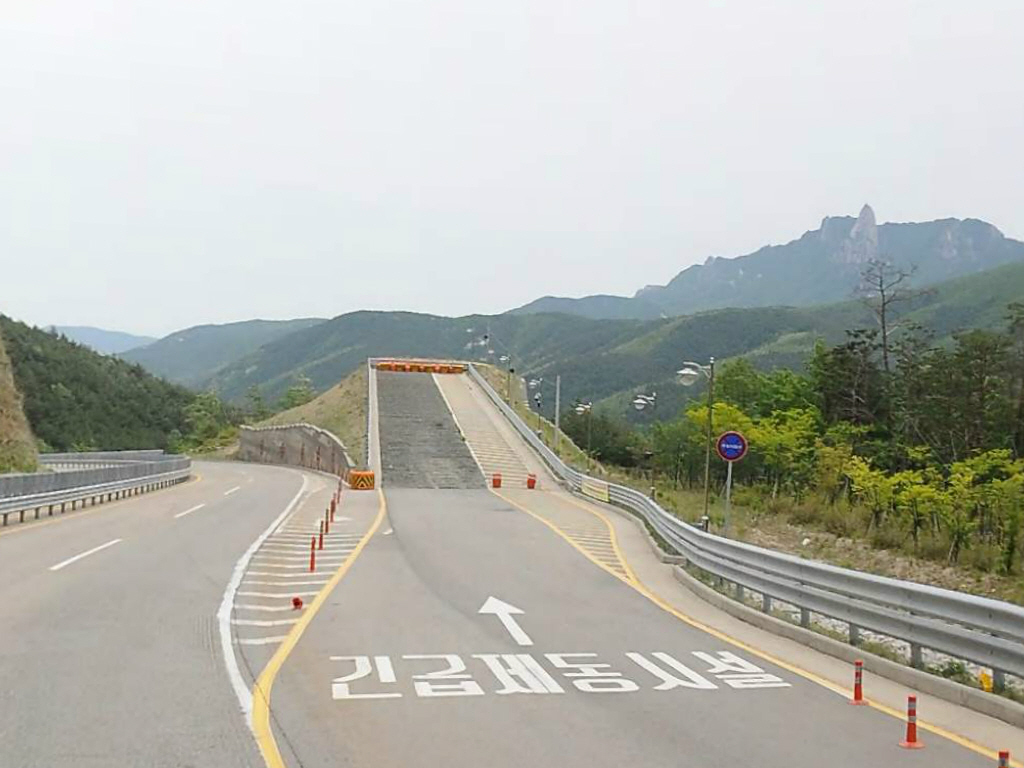
Una Rampa de Escapada de la Emergencia (Runaway Rampa de Camión) en Misiryeong (미시령) la carretera Penetrante cercana Sokcho, Corea
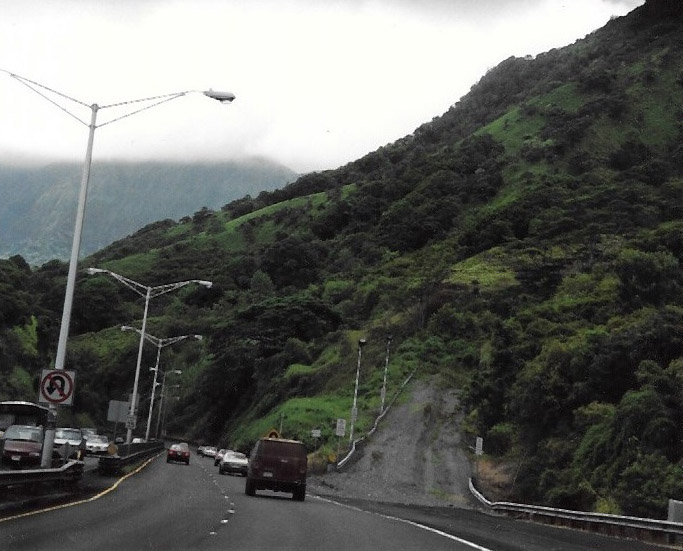
Rampa en la Ruta 63 en Oahu, Hawaii, U.S.